# ショック (経済)
経済におけるショックとは、急激な株価下落・市場縮小・物価高騰など、社会に大規模な混乱が生じる現象及び、経済活動が急速に弱まる現象を指す。また、そこから派生して、物事のシステムや政治の混乱を示す際にも使われる。
それらの出来事によって引き起こされた危機的な状況に関しては、そのままの意味でクライシス（危機）、もしくは金融危機（ファイナンシャルクライシス）が用いられる（日本においてはショックが優先される）。

## 代表的なショック
- ニクソン・ショック（1971年に米国がドルと金の交換と停止したことによる、国際金融の枠組みの変化）
- オイルショック（1973年-1974年、1979年、2000年代後半の原油価格高騰）
- アタリショック（米国における、1982年末-1983年の家庭用ゲーム市場崩壊）
- ブラックマンデー
- LTCMショック（1998年10月）
- エンロンショック（2001年12月）
- ワールドコムショック（2002年7月）
- ソニーショック（2003年4月）
- ライブドア・ショック（2006年1月16日、ライブドアに東京地検特捜部が強制捜査に着手したことによる翌日からの株式市場暴落）
- マネックス・ショック
- 上海ショック（2007年2月）
- サブプライム・ショック（サブプライム住宅ローン危機）
- パリバ・ショック（2007年8月9日）
- リーマン・ショック（2007年および2008年の金融危機）
- トヨタショック（2008年11月）
- ドバイ・ショック
- ギリシャ・ショック（2010年欧州ソブリン危機）
- 米国債ショック（2011年8月）
- チャイナショック (2015年6月)
- コロナ・ショック
- 令和のブラックマンデー